# Helmut Wagner (Widerstandskämpfer)
Helmut Wagner (* 22. Oktober 1911 in Weißenfels; † 4. Dezember 1944 in Brandenburg an der Havel) war ein deutscher kommunistischer Widerstandskämpfer gegen den Nationalsozialismus und NS-Opfer.

## Leben

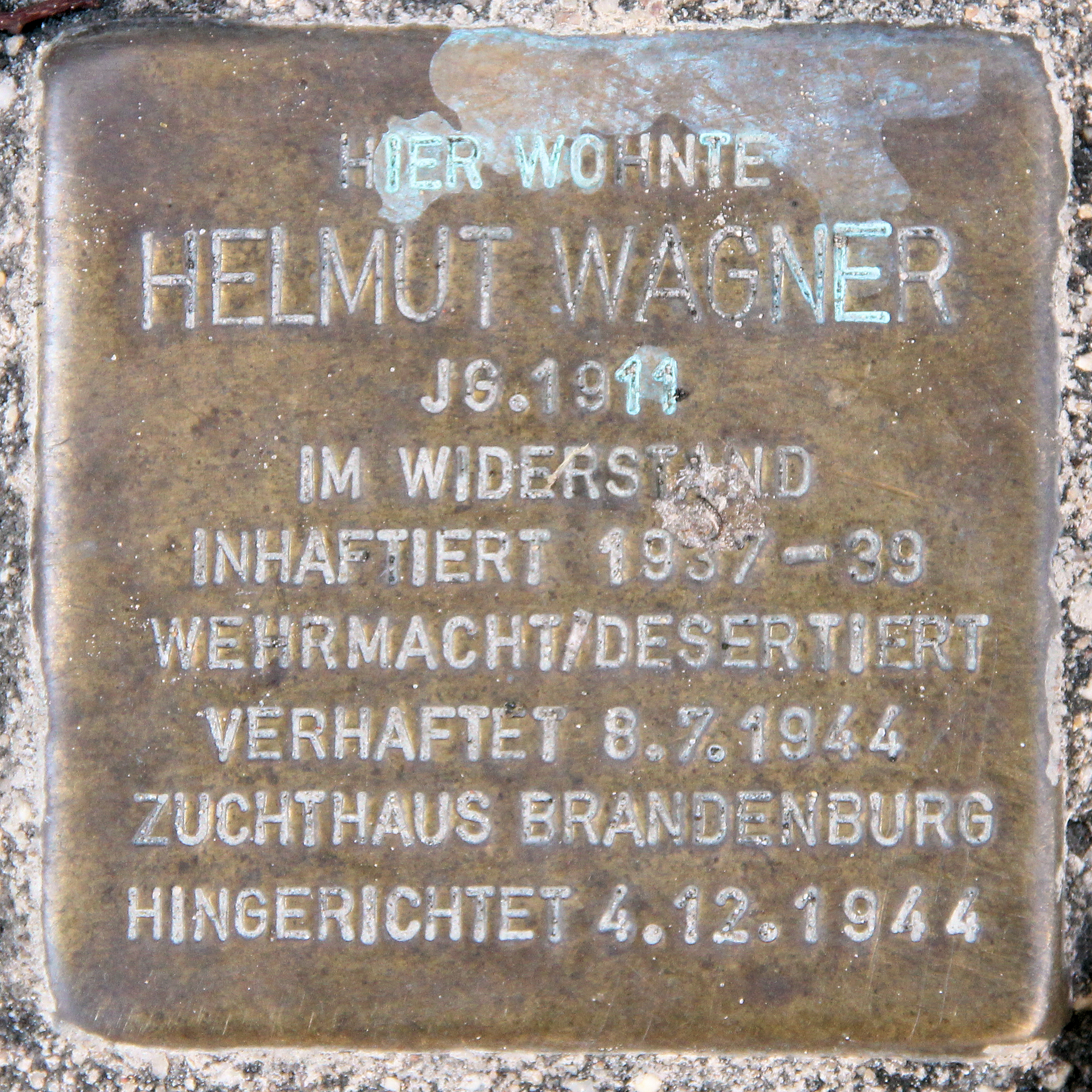
Stolperstein für Helmut Wagner in der Zillestrasse 39 in Berlin-Charlottenburg

Helmut Wagner war unverheiratet, KPD-Mitglied und gehörte dem Arbeiter-Turn- und Sportverein Fichte Berlin an, dem größten Sportverein der Kampfgemeinschaft für Rote Sporteinheit, für die er nach der Machtergreifung der Nationalsozialisten in einer illegalen Gruppe weiter aktiv war.
Am 28. Oktober 1937 wurde er zu zwei Jahren Gefängnis verurteilt und war während des Zweiten Weltkriegs als Mitglied der Saefkow-Jacob-Bästlein-Organisation für deren Jugendgruppe zuständig. Im Dezember 1943 desertierte er aus der Wehrmacht und war anschließend im Untergrund für die Widerstandsorganisation unter dem Decknamen „Alfred“ für illegale Widerstandszellen in der Nazi-Polizei und der Wehrmacht verantwortlich. Am 8. Juli 1944 wurde er abermals verhaftet. Am 26. Oktober 1944 wurde Wagner vom Volksgerichtshof zum Tode verurteilt und am 4. Dezember 1944 im Zuchthaus Brandenburg-Görden hingerichtet.

## Gedenken
Am 29. März 2008 wurde ein Stolperstein vor seiner Wohnung an der Zillestr. 39 in Berlin-Charlottenburg verlegt.